# Jean-Pierre Djaïwé
Jean-Pierre Boa Djaïwé, qui s'appelait initialement Diahaioué jusqu'à son changement de nom le 19 septembre 2002, est un homme politique indépendantiste kanak de Nouvelle-Calédonie, né le 3 septembre 1955 à Hienghène (côte est de la Grande Terre, Province Nord). Il est vice-président de l'Assemblée de la Province Nord de 1999 à 2014 et en 2019, président du groupe Union nationale pour l'indépendance (UNI) au Congrès de 2004 à 2014  et depuis 2021, maire de Hienghène de 2012 à 2014 et membre du 16e gouvernement issu de l'accord de Nouméa de 2019 à 2021. Il est déclaré inéligible pour trois ans en 2013, à la suite d'une décision du Conseil constitutionnel.

## Biographie
Instituteur de formation, membre du Front de libération nationale kanak et socialiste (FLNKS) et en son sein du Parti de libération kanak (Palika), il est élu à l'Assemblée de la Province Nord et au Congrès du Territoire le 11 juillet 1995, en quatrième position sur la liste Union nationale pour l'indépendance (UNI) de Paul Néaoutyine, et est réélu le 9 mai 1999. Considéré comme l'un des principaux lieutenants de Néaoutyine, et comme son potentiel dauphin dans le Nord, il est ainsi 1er vice-président de l'Assemblée de la Province Nord de 1999 à 2009, poste qu'il doit laisser le 15 mai 2009 au maire Union calédonienne (UC) de Canala Gilbert Tyuienon (élu 1er vice-président par 12 voix contre 9 à Djaïwé) au profit de la seconde vice-présidence. Au Congrès, il est président de la commission de la législation et de la règlementation économiques et fiscales de 1999 à 2004. 
Il est réélu dans ces deux chambres le 9 mai 2004, cette fois-ci en septième position sur la liste UNI-FLNKS qui, en plus du Palika, s'était alors ouverte à deux autres petites composantes du front indépendantiste : l'Union progressiste en Mélanésie (UPM) et le Rassemblement démocratique océanien (RDO). Il obtient un quatrième mandat le 10 mai 2009, en septième position toujours de la liste UNI-FLNKS.
Dans la seconde mandature, il retrouve la 1re vice-présidence du Nord, mais est également président du groupe UNI-FLNKS au Congrès. Avec 9 membres, il constitue alors le premier groupe indépendantiste. Il est membre de la Commission permanente de l'assemblée locale depuis 2004, et en est le secrétaire de 2006 à 2007, il fait également partie du bureau depuis 2004 : d'abord 4e vice-président de 2004 à 2007, puis 2e vice-président de 2007 à 2008 et enfin 1er vice-président de 2008 à 2009. Il est président de la commission des sports de 2004 à 2007, de la commission de la législation et de la réglementation économiques et fiscales de 2007 à 2008, et est coprésident, avec Pascal Naouna de l'Union calédonienne, de la commission de la législation et de la réglementation relatives aux affaires coutumières jusqu'en 2009. Après les élections provinciales du 10 mai 2009, il est battu lors de la désignation du 1er vice-président de l'Assemblée de la Province Nord par le candidat de l'UC Gilbert Tyuienon, soutenu par le Parti travailliste, et doit se contenter de la 2e vice-présidence. De plus, il n'est initialement plus membre du Congrès mais réintègre celui-ci dès le 5 juin 2009 à la suite de la démission de Déwé Gorodey, élue membre du Gouvernement Gomès, retrouvant alors la présidence du groupe UNI au sein de l'assemblée délibérante locale. Le 8 juin 2009, il est élu à la présidence de la commission spéciale du Congrès chargée d’examiner le projet de loi du pays relative à trois signes identitaires de la Nouvelle-Calédonie (l'hymne, la devise et la graphie des billets) en vue de son vote qui a lieu le 18 août 2010. Il reste à la tête de cette commission spéciale jusqu'à sa disparition, le 19 août 2011. Il préside également la commission de l'organisation administrative et de la fonction publique du 13 juillet 2010 au 19 août 2011.  
Il fait partie des personnalités, aux côtés du président Néaoutyine, du chef du groupe UNI à la Province Victor Tutugoro (de l'UPM) mais aussi du nouveau 3e vice-président de l'assemblée provinciale, pourtant membre de l'UC, Pascal Naouna, qui déposent un recours auprès du Conseil d'État pour annuler l'élection, le 6 avril 2011, de Cézelin Tchoeaoua (UC) à la 1re vice-présidence du Nord, au motif que celui-ci n'a été déclaré élu dès le premier tour alors qu'il n'avait obtenu que 11 voix sur 22 (soit 1 de moins que la majorité absolue). La plus haute juridiction administrative leur donne raison le 18 juillet suivant. Lors du nouveau scrutin pour désigner le 1er vice-président le 10 août 2011, Jean-Pierre Djaïwé est élu à la majorité relative au 3e tour de scrutin, grâce à l'apport de la voix de Pascal Naouna et au bénéfice de l'âge face à Cézelin Tchoeaoua, avec le même résultat à chaque tour de scrutin : 10 voix chacun et 2 bulletins blancs (ceux des deux seuls élus anti-indépendantistes). Le 29 août 2012, il réintègre le bureau du Congrès pour la première fois depuis 2009, en tant que 3e vice-président.    
Il est également premier adjoint au maire de Hienghène, l'UC Daniel Fisdiepas, de 2001 à 2012. Après la démission de ce dernier pour raisons personnelles, Jean-Pierre Djaïwé est élu pour lui succéder à la tête du conseil municipal le 16 juillet 2012. 
Il est investi par le bureau politique du FLNKS pour être le candidat unitaire du Front dans la 2e circonscription (îles Belep et l'ensemble de la Grande Terre sans Nouméa) pour les élections législatives de 2012. Il a pour candidate suppléante Caroline Machoro, militante de l'UC. Il arrive en tête du premier tour le 10 juin 2012, avec 15 890 voix et 36,2 % des suffrages exprimés. Au second tour, il augmente son score jusqu'à 25 648 votes et 47,46 % des voix, grâce notamment à une plus forte mobilisation des indépendantistes, mais ne parvient pas à l'emporter face à Philippe Gomès, qui rassemble sur son nom l'électorat anti-indépendantiste.
Le 24 mai 2013, le Conseil constitutionnel le déclare inéligible pour trois ans, peine maximale, en raison d'irrégularités dans ses comptes de campagne des élections législatives de 2012 (absence de justificatif de recettes pour certains dons, non recueil direct d'une partie des recettes par le mandataire financier, don émanant d'une entreprise),. En conséquence, il conserve ses mandats en cours, mais ne peut participer aux élections prévues en 2014 (municipales, provinciales et européennes).
Pour les municipales, sa majorité FLNKS présente une liste commune menée par le président de l'UC, Daniel Goa. S'agissant de la seule candidature, cette liste remporte la totalité des sièges du conseil municipal et donc Jean-Pierre Djaïwé cède son fauteuil de maire de Hienghène à Daniel Goa le 28 mars 2014.